# 路易·耶哈德·德·耶尔

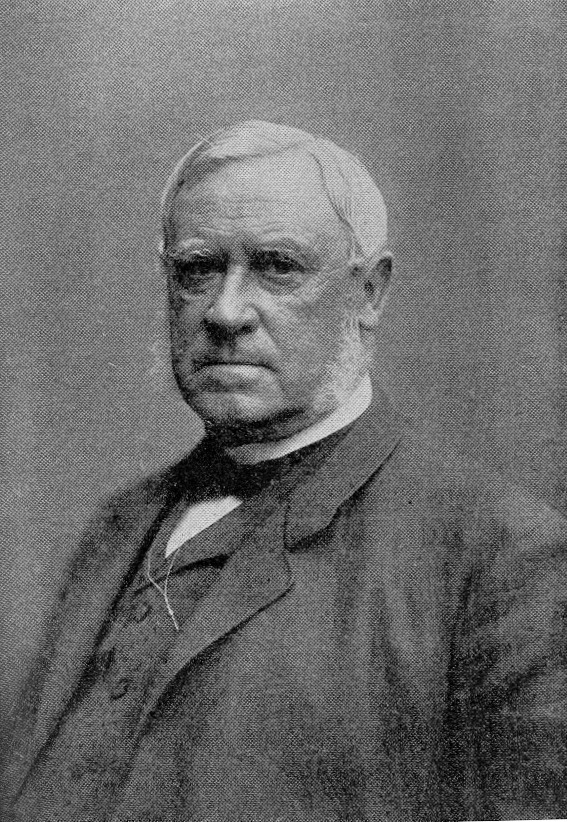
路易·耶哈德·德·耶尔

路易·耶哈德·德·耶尔（瑞典語：Louis Gerhard De Geer，1818年7月18日—1896年9月24日）是瑞典的政治家及作家。在1876年至1880年间任瑞典首相，同时也是瑞典的首任首相。其子耶哈德·路易·德·耶尔亦曾任瑞典首相，为作区分，有时将父亲称作老路易·德·耶尔，其子称小路易·德·耶尔。

## 生平
路易·耶哈德·德·耶尔于1818年7月18日生于芬斯蓬的芬斯蓬城堡，这是德耶尔家族的产业。其父男爵耶哈德·德·耶尔是瑞典内廷总监。他在年轻时曾经出版过几本小说，后来改写政治人物的传记。1876年就任瑞典的首任首相。
育有三子，长子耶哈德·路易·德·耶尔1920年至1921年间任瑞典首相，次子雅各布·耶哈德·德·耶尔（1858-1943）是瑞典著名地质学家。
他于1896年9月24日逝世于斯科讷的哈纳斯库格城堡，他从1891年起拥有这座庄园。